# تیروکسین

تیروکسین (به انگلیسی: Thyroxine) یا (T4) یکی از هورمون‌های ترشح شونده از غده تیروئید است.در کل به دو هورمون T۳ و T۴ (تیروکسین) هورمون‌های تیروئیدی گفته می‌شود.
این هورمون از اضافه شدن چهار اتم ید به آمینواسید تیروزین و فنیل متصل به این آمینواسید ساخته می‌شود؛ بنابراین کمبود ید در بدن باعث اختلال در ساخت این هورمون می‌شود و غده تیروئید در نتیجه تلاشی که برای ساخت این هورمون می‌کند بزرگ می‌شود و گواتر را ایجاد می‌کند.
تیروکسین موجب بالا رفتن سرعت واکنش‌های شیمیایی بدن و افزایش فعالیت‌های بدن می‌شود.
در واقع سوخت و ساز بدن را افزایش می‌دهد.

## تنظیم
هورمون محرکه تیروئید (TSH) که از هیپوفیز ترشح می‌شود موجب افزایش ترشح هورمونهای تیروئیدی می‌شود و به دنبال کاهش سطح خونی هورمونهای تیروئید میزان ترشح آن افزایش می‌یابد. بین هورمون‌های تیروئیدی T۴ به مقادیر بالا ترشح می‌گردد اما T۳ بیشترین فعالیت را داراست و RT۳ کمترین مقدار را داراست.
در آزمایش تیروئید حد TSH می تواند نشان دهنده بیماری های کم کاری و یا پرکاری تیروئید باشد، اگر سطح TSH در آزمایش خون از سطح نرمال پائین تر باشد به این معنی است که هیپوفیز به دلیل بالا بودن سطح هورمونهای تیروئید در خون مقدار کمتری TSH ترشح کرده تا مقدار هورمونها را پائین بیاورد و این به معنی پرکاری تیروئید است.
همچنین اگر سطح هورمون TSH در خون بالاتر باشد به این معنا است که هیپوفیز هورمون بیشتری ترشح کرده تا سطح هورمونهای تیروئید را بالاتر بیاورد و این می تواند به معنی کم کار بودن تیروئید شما باشد.

## نحوه سنتز T۳،T4
در ابتدا اتصال ید به تیروگلوبین را ، به واسطه آنزیم تیروئید پروکسیداز داریم که خود سبب تشکیل مونویدوتیروزین یا MIT می‌گردد.
سپس با اتصال یک واحد ید دیگر ما سنتز دی یدوتیروزین (DIT) را داریم و در نهایت با اتصال DIT دیگر به واسطه آنزیم تیروئید پراکسیداز ما تشکیل T۴ را خواهیم داشت.
به منظور تشکیل T۳ نیز یک MIT به یک DIT متصل شده و T۳ سنتز می‌شود.

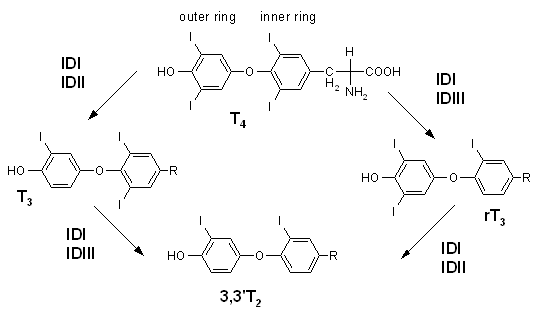
Synthesis of T_{3} from T_{4} via deiodination. Synthesis of Reverse T_{3} and T_{2} is also shown.